# Bree Daniels
Bree Daniels (Montana; 18 de noviembre de 1991) es una actriz pornográfica estadounidense.

## Biografía
Bree Daniels, nombre artístico de Breanne Boland, nació en el estado estadounidense de Montana en una familia de ascendencia alemana e irlandesa. Antes de ser actriz porno, trabajó brevemente como cajera y bailarina.
Entró en la industria del cine para adultos en 2010, a los 19 años de edad, siendo sus primeros trabajos de chica webcam. Desde sus comienzos, ha trabajado especialmente para la productora de películas de temática lésbica Girlfriends Films, aunque también ha actuado para Evil Angel, Girlsway, Vivid, Blacked, Tushy, Vixen, Reality Kings, Twistys, Pure Taboo o Digital Sin.
El mismo año de su debut fue elegida Twistys Treat del mes de julio de 2010.
En 2012 estuvo nominada en los Premios AVN en la categoría de Mejor escena de sexo lésbico en grupo por la película Please Make Me Lesbian! 7 junto a Prinzzess, Lily Carter y Zoey Holloway.
Fue elegida Pet of the Month de la revista Penthouse en marzo de 2014.
En 2015 fue nominada en los Premios XBIZ a Artista lésbica del año.
Entre sus favoritos, en diversas entrevistas ha destacado la actriz porno alemana Shyla Jennings y la serie de películas Please Make Me Lesbian! de la productora Girlfriends Films.
Algunas películas de su filmografía son Barely Legal 108, Lefty, Lesbian Love, Mia Loves Girls, Next Door and Alone, Panty Fucking, Sex Dolls, Sisterly Love, o Visions of A Woman.
Ha rodado más de 370 películas como actriz.

## Premios y nominaciones
| Año  | Ceremonia                   | Resultado | Premio                                                    | Trabajo                   |
| ---- | --------------------------- | --------- | --------------------------------------------------------- | ------------------------- |
| 2013 | Premios AVN                 | Nominada  | Mejor escena de sexo lésbico en grupo                     | Please Make Me Lesbian! 7 |
| 2015 | Premios XBIZ                | Nominada  | Artista lésbica del año                                   | —                         |
| 2016 | Premios AVN                 | Nominada  | Premio fan: Mejor estrella mediática                      | —                         |
| 2016 | Premios XBIZ                | Nominada  | Artista lésbica del año                                   | —                         |
| 2016 | Premios XBIZ                | Nominada  | Mejor actriz en película de sexo chico/chica              | Thing of Beauty           |
| 2016 | Premios XBIZ                | Nominada  | Mejor escena de sexo en película protagonista             | A Thing of Beauty         |
| 2016 | Inked Awards                | Nominada  | Mejor escena lésbica                                      | Lesbian Stepsisters 2     |
| 2017 | Premios AVN                 | Nominada  | Mejor actriz de reparto                                   | Lefty                     |
| 2017 | Premios AVN                 | Nominada  | Premio fan: Mejores pechos                                | —                         |
| 2017 | Premios XBIZ                | Nominada  | Mejor actriz de reparto                                   | Lefty                     |
| 2018 | Premios AVN                 | Nominada  | Mejor escena de sexo lésbico en grupo                     | The Faces of Alice        |
| 2018 | Premios XBIZ                | Nominada  | Artista lésbica del año                                   | —                         |
| 2018 | Premios XBIZ                | Nominada  | Mejor escena de sexo en película parodia                  | The Faces of Alice        |
| 2018 | Premios XBIZ                | Nominada  | Mejor escena de sexo en película lésbica                  | The Faces of Alice        |
| 2018 | Spank Bank Awards           | Nominada  | Most Photogenic Nymphomaniac                              | —                         |
| 2018 | Spank Bank Awards           | Nominada  | Ravishing Redhead of the Year                             | —                         |
| 2019 | Premios XBIZ                | Nominada  | Artista lésbica del año                                   | —                         |
| 2019 | Spank Bank Awards           | Nominada  | Baroness of Licking Lady Ass                              | —                         |
| 2019 | Spank Bank Awards           | Nominada  | Best Body Built For Sin                                   | —                         |
| 2019 | Spank Bank Awards           | Nominada  | Excellence in Muff Maintenance                            | —                         |
| 2019 | Spank Bank Awards           | Nominada  | Lesbian Thesbian of the Year                              | —                         |
| 2019 | Spank Bank Awards           | Nominada  | Most Photogenic Nymphomaniac                              | —                         |
| 2019 | Spank Bank Awards           | Nominada  | Ravishing Redhead of the Year                             | —                         |
| 2019 | Spank Bank Technical Awards | Ganadora  | Most Likely To Have A Threesome With Pinhead and Candyman | —                         |